# Kolumbianische Fußballnationalmannschaft/Olympische Spiele
Eine kolumbianische Fußballnationalmannschaft nahm erstmals an der Qualifikation  für die Olympischen Spiele in Rom teil, konnte sich aber wie auch vier Jahre später nicht qualifizieren. Erst für die Spiele 1968 gelang die Qualifikation, die Mannschaft scheiterte aber in der Vorrunde. Danach konnte sich Kolumbien noch viermal qualifizieren, zuletzt für die 2016 stattfindenden Spiele in Rio de Janeiro. 2016 wurde erstmals die Vorrunde überstanden.

## Ergebnisse bei Olympischen Spielen

### 1908 bis 1956
- Nicht teilgenommen

### 1960
- Olympia-Qualifikation:
  - 1. Runde:
    - 20. Dezember 1959 Kolumbien – Brasilien 2:0 (in Bogotá)
    - 27. Dezember 1959 Brasilien – Kolumbien 7:1 (in Rio de Janeiro)

### 1964
- Olympia-Qualifikation in Lima:
  - 8. Mai 1964 Argentinien – Kolumbien 2:0
  - 10. Mai 1964 Peru – Kolumbien 3:0
  - 14. Mai 1964 Brasilien – Kolumbien 1:1
  - 18. Mai 1964 Kolumbien – Chile 0:2
  - 20. Mai 1964 Kolumbien – Ecuador  4:1
  - 23. Mai 1964 Uruguay – Kolumbien 1:1

Kolumbien als Gruppenvierter nicht qualifiziert.

### 1968
- 1. Runde:
  - Kolumbien – Ecuador 1:0
  - Kolumbien – Peru 2:1
  - Kolumbien – Uruguay  1:1 – Kolumbien als Gruppensieger für die 2. Runde qualifiziert.
- 2. Runde:
  - Kolumbien – Paraguay 4:2
  - Kolumbien – Uruguay 2:0
  - Brasilien – Kolumbien 3:0 – Kolumbien als Gruppenzweiter für die Olympischen Spiele qualifiziert.

- Olympische Spiele in Mexiko:
  - 13. Oktober 1968 in Mexiko-Stadt: Mexiko – Kolumbien 1:0
  - 15. Oktober 1968 in Puebla: Guinea – Kolumbien 3:2
  - 17. Oktober 1968 in Puebla: Kolumbien – Frankreich 2:1 – Kolumbien als Gruppendritter ausgeschieden

### 1972
- Olympia-Qualifikation in Kolumbien:
  - 1. Runde:
    - Peru – Kolumbien 1:1
    - Kolumbien – Uruguay 2:1
    - Kolumbien – Venezuela 2:0
    - Kolumbien – Paraguay 0:0 – Kolumbien als Gruppenzweiter für die 2. Runde qualifiziert.

  - 2. Runde:
    - Kolumbien – Peru 0:0
    - Kolumbien – Argentinien 1:1
    - Brasilien – Kolumbien 1:1 – Kolumbien als Gruppenzweiter für die Olympischen Spiele qualifiziert.

- Olympische Spiele in München:
  - 28. August 1972 in Ingolstadt – Polen – Kolumbien 5:1
  - 30. August 1972 in Passau – DDR – Kolumbien 6:1
  - 1. September 1972 in München Kolumbien – Ghana 3:1 – Kolumbien als Gruppendritter ausgeschieden

### 1976
- Olympia-Qualifikation in Recife:
  - Kolumbien – Peru 0:1
  - Brasilien – Kolumbien 4:0
  - Argentinien – Kolumbien 2:2
  - Kolumbien – Chile 1:0
  - Uruguay – Kolumbien 2:2

Kolumbien als Gruppenvierter nicht qualifiziert.

### 1980
- Olympia-Qualifikation in Kolumbien:
  - 24. Januar 1980 Kolumbien – Peru 2:1 (in Bogotá)
  - 27. Januar 1980 Kolumbien – Venezuela 0:1 (in Cali)
  - 31. Januar 1980 Kolumbien – Chile 3:1 (in Pereira)
  - 3. Februar 1980 Argentinien – Peru 3:1 (in Cali)
  - 6. Februar 1980 Kolumbien – Bolivien 0:1 (in Barranquilla)
  - 10. Februar 1980 Kolumbien – Brasilien 5:1 (in Cali)
  - 15. Februar 1980 Argentinien – Kolumbien 0:0 (in Bogotá)

Kolumbien war als Gruppenzweiter für die Olympischen Spiele in Moskau qualifiziert. Kolumbien schloss sich nicht dem Boykott der westlichen Starten aufgrund der Sowjetischen Intervention in Afghanistan an.
- Olympische Spiele in Moskau:
  - 21. Juli 1980 in Leningrad – Tschechoslowakei – Kolumbien 3:0
  - 23. Juli 1980 in Moskau – Kolumbien – Kuwait 1:1
  - 25. Juli 1980 in Moskau – Kolumbien – Nigeria 1:0 – Kolumbien als Gruppendritter ausgeschieden

### 1984
- Olympia-Qualifikation:
  - 1. Runde in Guayaquil, Ecuador:
    - 8. Februar 1984  Ecuador – Kolumbien 3:0
    - 12. Februar 1984 Brasilien – Kolumbien 2:1 – Kolumbien als Gruppendritter ausgeschieden

### 1988
- Qualifikation in Bolivien:
  - 1. Runde in Santa Cruz de la Sierra:
    - 18. April 1987 Kolumbien – Peru 1:0
    - 20. April 1987 Kolumbien – Brasilien 2:0
    - 22. April 1987 Kolumbien – Uruguay 0:0
    - 24. April 1987 Kolumbien – Paraguay 1:0 – Kolumbien als Gruppensieger für die 2. Runde qualifiziert.

  - 2. Runde in La Paz:
    - 29. April 1987 Bolivien – Kolumbien 2:1
    - 1. Mai 1987 Brasilien – Kolumbien 2:1
    - 3. Mai 1987 Argentinien – Kolumbien 0:1

Kolumbien als Gruppenvierter nicht qualifiziert.

### 1992
- Qualifikation:
  - 1. Runde:
    - 3. Februar 1992 Kolumbien – Peru 4:1
    - 5. Februar 1992 Kolumbien – Brasilien 2:0
    - 7. Februar 1992 Kolumbien – Venezuela 4:0
    - 10. Februar 1992 Paraguay – Kolumbien  0:0 – Kolumbien als Gruppensieger für die zweite Runde qualifiziert.

  - 2. Runde:
    - 12. Februar 1992 Kolumbien – Uruguay 2:0
    - 14. Februar 1992 Paraguay – Kolumbien 1:0
    - 16. Februar 1992 Kolumbien – Ecuador 1:1 – Kolumbien als Gruppenzweiter für die Olympischen Spiele qualifiziert.

- Olympische Spiele in Barcelona:
  - 24. Juli 1992 in Valencia: Spanien – Kolumbien 4:0 – je 2 Kolumbianer und Spanier wurden von Schiedsrichter Markus Merk vom Platz gestellt.[1]
  - 27. Juli 1992 in Sabadell: Kolumbien – Katar 1:1
  - 29. Juli 1992 in Sabadell: Kolumbien – Ägypten 3:4

### 1996
- Qualifikation in Mar del Plata/Argentinien
  - 1. Runde:
    - 18. Februar 1996 Venezuela – Kolumbien 1:0
    - 20. Februar 1996 Ecuador – Kolumbien 3:3
    - 24. Februar 1996 Kolumbien – Chile 3:3
    - 26. Februar 1996 Kolumbien – Argentinien 0:4 – Kolumbien als Gruppenvierter ausgeschieden

### 2000
- Qualifikation in Brasilien:
  - 1. Runde in Londrina
    - 19. Januar 2000 Kolumbien – Ecuador 4:2
    - 21. Januar 2000 Kolumbien – Venezuela 1:1
    - 26. Januar 2000 Kolumbien – Chile 5:1
    - 30. Januar 2000 Brasilien – Kolumbien 9:0 – Kolumbien als Gruppendritter ausgeschieden

### 2004
- Qualifikation in Chile:
  - 1. Runde:
    - 8. Januar 2004 Kolumbien – Ecuador 0:1 (in Coquimbo)
    - 10. Januar 2004 Kolumbien – Peru 3:1 (in Coquimbo)
    - 12. Januar 2004 Kolumbien – Bolivien 2:0 (in Coquimbo)
    - 16. Januar 2004 Argentinien – Kolumbien 4:2 (in La Serena) – Kolumbien muss als Gruppendritter gegen einen Gruppenzweiten der Parallelgruppe um den Einzug in die zweite Runde spielen.

  - Play-Off: 18. Januar 2004  Brasilien – Kolumbien 3:0 (in Valparaíso)

### 2008
- Die Qualifikation erfolgte über die U-20-Südamerikameisterschaft 2007 in Paraguay:
  - 1. Runde in Ciudad del Este:
    - 10. Januar 2007: Argentinien-U-20 – Kolumbien-U-20 1:2
    - 12. Januar 2007: Uruguay-U-20 – Kolumbien-U-20 1:0
    - 14. Januar 2007: Kolumbien-U-20 – Ecuador-U-20 1:0
    - 16. Januar 2007: Kolumbien-U-20 – Venezuela-U-20 2:1

  - 2. Runde:
    - 19. Januar 2007: Kolumbien-U-20 – Chile-U-20 0:5 (in Asunción)
    - 21. Januar 2007: Kolumbien-U-20 – Uruguay-U-20 0:2 (in Luque)
    - 23. Januar 2007: Kolumbien-U-20 – Paraguay-U-20 2:3 (in Asunción)
    - 25. Januar 2007: Kolumbien-U-20 – Argentinien-U-20 0:0 (in Asunción)
    - 28. Januar 2007: Brasilien-U-20 – Kolumbien-U-20 2:0

Kolumbien als Gruppenletzter nicht für die Olympischen Spiele qualifiziert.

### 2012
- Die Qualifikation erfolgte über die U-20-Südamerikameisterschaft 2011 in Arequipa/Peru.
  - 1. Runde:
    - 17. Januar 2011: Kolumbien-U-20  – Ecuador-U-20 1:1
    - 20. Januar 2011: Kolumbien-U-20 – Brasilien-U-20 1:3
    - 25. Januar 2011: Kolumbien-U-20 – Bolivien-U-20 2:1
    - 28. Januar 2011: Kolumbien-U-20 – Paraguay-U-20 3:3

  - 2. Runde:
    - 31. Januar 2011: Uruguay-U-20 – Kolumbien-U-20 1:0
    - 3. Februar 2011: Brasilien-U-20 – Kolumbien-U-20 2:0
    - 6. Februar 2011: Kolumbien-U-20  – Ecuador-U-20 0:0
    - 9. Februar 2011: Kolumbien-U-20 – Chile-U-20 1:3
    - 12. Februar 2011: Kolumbien-U-20 – Argentinien-U-20 0:2

Als Gruppenletzter war Kolumbien nicht für die Olympischen Spiele in London qualifiziert.

### 2016
- Die Qualifikation erfolgte über die U-20-Südamerikameisterschaft 2015:
  - 1. Runde in Maldonado:
    - 15. Januar 2015: Uruguay-U-20 – Kolumbien-U-20 1:0
    - 19. Januar 2015: Chile-U-20 – Kolumbien-U-20 0:3
    - 21. Januar 2015: Kolumbien-U-20 – Venezuela-U-20 1:0
    - 23. Januar 2015: Brasilien-U-20 – Kolumbien-U-20 2:1

  - 2. Runde in Montevideo:
    - 26. Januar 2015: Paraguay-U-20 – Kolumbien-U-20 0:0
    - 29. Januar 2015: Argentinien-U-20 – Kolumbien-U-20 1:1
    - 1. Februar 2015: Peru-U-20 – Kolumbien-U-20 1:3
    - 4. Februar 2015: Uruguay-U-20 – Kolumbien-U-20 0:0
    - 7. Februar 2015: Brasilien-U-20 – Kolumbien-U-20 0:3

Kolumbien muss als Gruppenzweiter gegen den Dritten der CONCACAF-Qualifikation antreten um sich für die Olympischen Spiele zu qualifizieren:
- 25. März 2016 Kolumbien-U-23 – USA-U-23 1:1 (in Barranquilla)
- 29. März 2016 USA-U-23 – Kolumbien-U-23 1:2 (in Frisco)

#### Kader für 2016
Spielberechtigt sind Spieler, die nach dem 1. Januar 1993 geboren wurden sowie drei ältere Spieler. Als ältere Spieler wurden Teófilo Gutiérrez, Dorlan Pabón und William Tesillo nominiert. Gutiérrez nahm bereits an der WM 2014 teil, wo er in vier Spielen zum Einsatz kam.
| Nr.        | Spieler                 | Geburtsdatum | Verein            | A-Länder- spiele | A-Länder- spieltore | OS-Spiele        |     |     |     |     |     |     |
| Tor        | Tor                     | Tor          | Tor               | Tor              | Tor                 | Tor              | Tor | Tor | Tor | Tor | Tor | Tor |
| ---------- | ----------------------- | ------------ | ----------------- | ---------------- | ------------------- | ---------------- | --- | --- | --- | --- | --- | --- |
| 1          | Cristian Bonilla        | 02.06.1993   | Atlético Nacional | 0                | 0                   | 4 (2016)         |     |     |     |     |     |     |
| 18         | Luis Hurtado            | 24.01.1994   | Deportivo Cali    | 0                | 0                   |                  |     |     |     |     |     |     |
| Abwehr     |                         |              |                   |                  |                     |                  |     |     |     |     |     |     |
| 2          | William Tesillo         | 02.02.1990   | Santa Fe CD       | 0                | 0                   | 4 (2016)         |     |     |     |     |     |     |
| 3          | Deivy Balanta           | 09.02.1993   | Atlético Junior   | 0                | 0                   | 4 (2016)         |     |     |     |     |     |     |
| 4          | Deiver Machado          | 02.09.1993   | Millonarios FC    | 0                | 0                   | 3 (2016)         |     |     |     |     |     |     |
| 5          | Felipe Aguilar          | 17.08.1993   | Atlético Nacional | 02               | 0                   | 1 (2016)         |     |     |     |     |     |     |
| 13         | Helibelton Palacios     | 11.06.1993   | Deportivo Cali    | 01               | 0                   | 4 (2016)         |     |     |     |     |     |     |
| 17         | Cristian Borja          | 18.02.1993   | Santa Fe CD       | 0                | 0                   | 2 (2016)         |     |     |     |     |     |     |
| Mittelfeld |                         |              |                   |                  |                     |                  |     |     |     |     |     |     |
| 6          | Jefferson Lerma         | 25.10.1994   | UD Levante        | 0                | 0                   | 3 (2016)         |     |     |     |     |     |     |
| 14         | Sebastián Pérez Cardona | 29.03.1993   | Atlético Nacional | 08               | 01                  | 4 (2016)         |     |     |     |     |     |     |
| 15         | Wílmar Barrios          | 16.10.1993   | Deportes Tolima   | 0                | 0                   | 4 (2016)         |     |     |     |     |     |     |
| 16         | Kevin Balanta           | 28.04.1997   | Deportivo Cali    | 01               | 0                   | 3 (2016)         |     |     |     |     |     |     |
| Angriff    |                         |              |                   |                  |                     |                  |     |     |     |     |     |     |
| 7          | Arley Rodríguez         | 13.02.1993   | Atlético Nacional | 0                | 0                   | 2 (2016)         |     |     |     |     |     |     |
| 8          | Dorlan Pabón            | 24.01.1988   | CF Monterrey      | 15               | 03                  | 4 (2016), 2 Tore |     |     |     |     |     |     |
| 9          | Miguel Borja            | 26.01.1993   | Cortuluá          | 0                | 0                   | 3 (2016)         |     |     |     |     |     |     |
| 10         | Teófilo Gutiérrez       | 17.05.1985   | Sporting Lissabon | 47               | 15                  | 4 (2016), 3 Tore |     |     |     |     |     |     |
| 11         | Harold Preciado         | 01.06.1994   | Deportivo Cali    | 0                | 0                   | 3 (2016)         |     |     |     |     |     |     |
| 12         | Andrés Felipe Roa       | 25.05.1993   | Deportivo Cali    | 02               | 0                   | 3 (2016)         |     |     |     |     |     |     |

#### Spiele
- Vorrunde:
  - Schweden – Kolumbien 2:2 (1:1) am 4. August 2016  in Manaus
  - Japan – Kolumbien 2:2 (0:0) am 7. August 2016 in Manaus
  - Kolumbien – Nigeria 2:0 (1:0) am  10. August 2016 in São Paulo – Kolumbien qualifiziert sich als Gruppenzweiter für die K.-o.-Runde
- K.-o.-Runde:
  - Viertelfinale: Brasilien – Kolumbien 2:0 (1:0) am 13. August 2016 in São Paulo

### 2020
Die Qualifikation erfolgte über ein vom 18. Januar bis 9. Februar 2020 in Kolumbien ausgetragenes Turnier.
- 1. Runde:
  - 18. Januar 2020: Kolumbien U-23 – Argentinien U-23 1:2 in Pereira
  - 21. Januar 2020: Kolumbien U-23 – Ecuador U-23 4:0 in Armenia
  - 27. Januar 2020: Kolumbien U-23 – Venezuela U-23 2:1 in Pereira
  - 30. Januar 2020: Kolumbien U-23 – Chile U-23 0:0 in Pereira, Kolumbien als Gruppenzweiter aufgrund der besseren Tordifferenz vor den punktgleichen Chilenen für die Finalrunde qualifiziert.
- Finalrunde (alle Spiele in Bucaramanga):
  - 3. Februar 2020: Brasilien U-23 – Kolumbien U-23 1:1
  - 6. Februar 2020: Argentinien U-23 – Kolumbien U-23 2:1
  - 9. Februar 2020: Kolumbien  – Uruguay U-23 1:3

Kolumbien  verpasst als Vierter die Olympischen Spiele in Tokio, die kurz nach dem Turnier wegen der COVID-19-Pandemie um ein Jahr verschoben wurden.

### 2024
Die Qualifikation erfolgte bei einem vom 20. Januar bis 11. Februar 2024 in Venezuela ausgetragenen Turnier:
- 1. Runde:
  - 20. Januar  2024: Ecuador U-23 – Kolumbien U-23 3:0 (in Caracas)
  - 26. Januar 2024: Brasilien U-23 – Kolumbien U-23 2:0 (in Caracas)
  - 29. Januar 2024: Kolumbien U-23 – Venezuela U-23 0:1 (in Caracas)
  - 01. Februar 2024: Kolumbien U-23 – Bolivien U23 0:2 (in Valencia)

Kolumbien verpasst als Gruppenletzter die 2. Runde und kann sich damit nicht für die Olympischen Spiele qualifizieren.

## Trainer
- Edgar Barona Velez 1968
- Todor Veselinović 1972
- Eduardo Retat 1980
- Hernán Darío Gómez 1992
- Carlos Restrepo 2016

## Beste Torschützen
1. Teófilo Gutiérrez (2016) 3 Tore
2. Jaime Moron (1972), Hernán Gaviria (1992), Dorlan Pabón (2016) je 2 Tore
5. 11 Spieler – 1 Tor
Zudem ein Eigentor durch einen japanischen Spieler

## Bekannte Spieler
Folgende später und/oder zuvor auch in der A-Nationalmannschaft tätige Spieler nahmen an den Olympischen Spielen 1992 und/oder den Qualifikationsspielen teil:
- Víctor Aristizábal – WM-Teilnehmer 1994 und 1998
- Faustino Asprilla – WM-Teilnehmer 1994 und 1998
- Edwin Cardona (Qualifikation 2012)
- Miguel Calero – WM-Teilnehmer 1998 (ohne Einsatz)
- Hernán Gaviria † - WM-Teilnehmer 1994
- Harold Lozano – WM-Teilnehmer 1994
- Faryd Mondragon – WM-Teilnehmer 1994, 1998 und 2014, mit 43 Jahren und 3 Tagen der ältester Spieler, der je bei einer WM-Endrunde zum Einsatz kam
- José Santa – WM-Teilnehmer 1998
- Iván Valenciano – WM-Teilnehmer 1994